# Þverá
Þverá – rzeka w południowej Islandii, powstaje z połączenia kilku potoków źródłowych (m.in. Litlaþverá, Þórðará i Merkjá). Płynie w kierunku zachodnim, przyjmując swój jeden znaczący prawy dopływ Eystri-Rangá. W okolicy miasta Hella łączy się z rzeką Ytri-Rangá, tworząc wspólny odcinek ujściowy zwany Hólsá. 
Większość biegu rzeki położona jest w obrębie gminy Rangárþing eystra, a jedynie dolny odcinek w gminie Rangárþing ytra.